# Liv Grete Skjelbreid Poirée
Liv Grete Skjelbreid Poirée (Bergen, 1974. július 7. –) norvég sílövő. Férje az ugyancsak sílövő, francia nemzetiségű Raphaël Poirée volt 2000 és 2013 között.

## Sportpályafutása
1986-ban kezdett el foglalkozni a sílövészettel. Első jelentősebb nemzetközi versenye az 1992-es ifjúsági világbajnokság volt. A világkupában 1993-ban indult először. A sorozatot összetettben egy alkalommal, 2003-2004-ben nyerte meg, ezen kívül még további két alkalommal végzett a második helyen, egyszer pedig ötödik lett.
Világbajnokságra 1997-ben nevezték először. 2004-ig nyolc világbajnoki aranyat, három ezüstöt és két bronzot szerzett hazájának. Érmeinek döntő részét a tömegrajtos valamint a sprint versenyszámokban érte el.
Karrierje során három olimpián vett részt. Először 1998-ban Japánban, ahol a legjobb eredménye egy harmadik hely volt a norvég váltóval. Négy évvel később, Salt Lake Cityben két második és két negyedik helyet szerzett. 2006-ban Torinóban érmet nem nyert, egy-egy ötödik, hatodik és kilencedik helyet szerzett. Az aktív versenyzéstől 2006-ban vonult vissza.

## Eredményei

### Olimpia
| Év   | Világbajnokság | Versenyszám | Versenyszám | Versenyszám   | Versenyszám | Versenyszám | Versenyszám |
| Év   | Világbajnokság | Egyéni      | Sprint      | Üldözőverseny | Tömegrajtos | Váltó       |             |
| ---- | -------------- | ----------- | ----------- | ------------- | ----------- | ----------- | ----------- |
| 1998 | Nagano         | 4           | 30          | ----          | ----        | 3           |             |
| 2002 | Salt Lake City | 2           | 4           | 4             | ----        | 2           |             |
| 2006 | Torino         | 9           | 12          | 6             | 18          | 5           |             |

### Világbajnokság
| Év   | Világbajnokság    | Versenyszám | Versenyszám | Versenyszám      | Versenyszám | Versenyszám | Versenyszám  | Versenyszám                                                |
| Év   | Világbajnokság    | Egyéni      | Sprint      | Üldözőverseny    | Tömegrajtos | Váltó       | Vegyes váltó | Csapatverseny                                              |
| ---- | ----------------- | ----------- | ----------- | ---------------- | ----------- | ----------- | ------------ | ---------------------------------------------------------- |
| 1996 | Ruhpolding        | 42          | 7           | ----             | ----        | 4           | ----         | ----                                                       |
| 1997 | Breznóbánya       | 39          | 39          | 42               | ----        | 2           | ----         | 1                                                          |
| 1998 | Pokljuka          | ----        | ----        | 10               | ----        | ----        | ----         | 2                                                          |
| 1999 | Kontiolahti       | ----        | 11          | 10               | ----        | 4           | ----         | A csapatverseny nem került be a világbajnokság programjába |
| 1999 | Oslo Holmenkollen | 28          | ----        | ----             | 14          | ----        | ----         | A csapatverseny nem került be a világbajnokság programjába |
| 2000 | Oslo Holmenkollen | 32          | 1           | 7                | 1           | 5           | ----         | A csapatverseny nem került be a világbajnokság programjába |
| 2001 | Pokljuka          | 2           | 3           | 1                | 3           | 4           | ----         | A csapatverseny nem került be a világbajnokság programjába |
| 2004 | Oberhof           | 8           | 1           | 1                | 1           | 1           | ----         | A csapatverseny nem került be a világbajnokság programjába |
| 2005 | Hochfilzen        | ----        | 37          | Nem állt rajthoz | ----        | ----        | ----         | A csapatverseny nem került be a világbajnokság programjába |

### Világkupa
| Összesített eredmény | Összesített eredmény | Összesített eredmény | Összesített eredmény | Összesített eredmény | Összesített eredmény | Összesített eredmény | Összesített eredmény | Összesített eredmény | Összesített eredmény |
| Idény                | 1995/96              | 1998/97              | 1998/99              | 1999/00              | 2000/01              | 2001/02              | 2003/04              | 2004/05              | 2005/06              |
| -------------------- | -------------------- | -------------------- | -------------------- | -------------------- | -------------------- | -------------------- | -------------------- | -------------------- | -------------------- |
| Helyezés             | 30                   | 11                   | 5                    | 21                   | 2                    | 2                    | 1                    | 22                   | 12                   |

| 1996/97    | Breznóbánya Csapat (VB) | Antholz-Anterselva Váltó Breznóbánya Váltó (VB) |                                                                                                  |
| 1997/98    | | Antholz-Anterselva Egyéni Antholz-Anterselva Váltó Pokljuka Csapat (VB) | Ruhpolding Váltó Nagano Váltó (O) Hochfilzen Sprint                                              |
| 1998/99    | Oberhof Sprint Oberhof Üldözőverseny Lake Placid Váltó Val Cartier Sprint | | Breznóbánya Sprint                                                                               |
| 1999/00    | Hochfilzen Váltó Oslo Holmenkollen Sprint (VB) Oslo Holmenkollen Tömegrajtos (VB) | |                                                                                                  |
| 2000/01    | Hochfilzen/Antholz Váltó Ruhpolding Váltó Pokljuka Üldözőverseny (VB) Oslo Holmenkollen Sprint | Breznóbánya/Antholz Sprint Ruhpolding Sprint Ruhpolding Üldözőverseny Pokljuka Egyéni (VB) Salt Lake City Sprint Salt Lake City Üldözőverseny Oslo Holmenkollen Üldözőverseny | Oberhof Tömegrajtos Pokljuka Sprint (VB) Pokljuka Tömegrajtos (VB)                               |
| 2001/02    | Oberhof Sprint Ruhpolding Sprint Ruhpolding Üldözőverseny Antholz-Anterselva Egyéni Antholz-Anterselva Üldözőverseny Östersund Sprint                                                             | Pokljuka Váltó Oberhof Tömegrajtos Salt Lake City Egyéni (O) Salt Lake City Váltó (O)                                                                                         | Oberhof Üldözőverseny Ruhpolding Váltó                                                           |
| 2002/03    | | |                                                                                                  |
| 2003/04    | Kontiolahti Váltó Kontiolahti Üldözőverseny Pokljuka Sprint Ruhpolding Sprint Ruhpolding Üldözőverseny Oberhof Sprint (VB) Oberhof Üldözőverseny (VB) Oberhof Váltó (VB) Oberhof Tömegrajtos (VB) | Kontiolahti Sprint Breznóbánya Egyéni Pokljuka Tömegrajtos Fort Kent Sprint Fort Kent Üldözőverseny                                                                           | Hochfilzen Sprint Ruhpolding Váltó Fort Kent Tömegrajtos Oslo Holmenkollen Üldözőverseny         |
| 2004/05    | Östersund Tömegrajtos | | Ruhpolding Váltó                                                                                 |
| 2005/06    | Östersund Váltó Hochfilzen Váltó Ruhpolding Üldözőverseny | |                                                                                                  |
| Összesítés | Egyéni: 1 Sprint: 10 Üldözőverseny: 8 Tömegrajtos: 3 Csapat: 1 Váltó: 8 ------------ Összesen: 31                                                                                                 | Egyéni: 4 Sprint: 5 Üldözőverseny: 4 Tömegrajtos: 2 Csapat: 1 Váltó: 5 ------------ Összesen: 21                                                                              | Egyéni: 0 Sprint: 4 Üldözőverseny: 2 Tömegrajtos: 3 Csapat: 0 Váltó: 5 ------------ Összesen: 14 |

- O - Olimpia és egyben világkupa forduló is.
- VB - Világbajnokság és egyben világkupa forduló is.